# Яняварты (платформа)
Я́няварты (латыш. Jāņavārti) — остановочный пункт (ранее станция) в Риге (микрорайон Кенгарагс-2), на электрифицированной линии Рига — Айзкраукле.

## Описание
Остановочный пункт расположен параллельно железнодорожным путям парков Шкиротава. Состоит из двух действующих платформ.
На другой стороне путей находится ныне закрытая платформа Яняварты-2, на которой ранее останавливались дизель-поезда в сторону Эргли. В 2009 году пассажирское сообщение по этой линии было прекращено, осталось только грузовое сообщение до станции Сауриеши. Далее в направлении Эргли пути разобраны.
Через пути в районе станции Яняварты в 1970-е годы был построен пешеходный мост, предназначенный для перехода на противоположную сторону железной дороги. В период существования пассажирского сообщения в направлении Эргли мостом также пользовались пассажиры, совершавшие пересадку между направлениями. В марте 2003 года пешеходный мост был закрыт из-за аварийного состояния.

## Пассажирское сообщение
По состоянию на июнь 2018 года на платформе останавливаются все электропоезда в сторону Айзкраукле и Риги, а также некоторые дизель-поезда в сторону Мадоны/Гулбене, Даугавпилса, Резекне, Зилупе и Крустпилса.